# Smackwater Jack
Smackwater Jack è un album discografico del musicista jazz statunitense Quincy Jones, pubblicato nel 1971.

## Tracce
1. Smackwater Jack (Gerry Goffin, Carole King) – 3:31
2. Cast Your Fate to the Wind (Vince Guaraldi, Carel Werber) – 4:26
3. Ironside (Quincy Jones) – 3:53
4. What's Going On (Renaldo "Obie" Benson, Al Cleveland, Marvin Gaye) – 9:51
5. Theme from "The Anderson Tapes" (da The Anderson Tapes) (Jones) – 5:16
6. Brown Ballad (Ray Brown) – 4:20
7. Hikky Burr (Bill Cosby, Jones) – 4:02
8. Guitar Blues Odyssey: From Roots to Fruits (Jones) – 6:35